# Falsanoplistes guerryi
Falsanoplistes guerryi är en skalbaggsart som beskrevs av Maurice Pic 1915. Falsanoplistes guerryi ingår i släktet Falsanoplistes och familjen långhorningar. Inga underarter finns listade i Catalogue of Life.